# Placothuria huttoni
Placothuria huttoni is een zeekomkommer uit de familie Placothuriidae.
De wetenschappelijke naam van de soort werd in 1896 gepubliceerd door A. Dendy.